# Pere Pons
Pere Pons Riera (Sant Martí Vell, 20 februari 1993) is een Spaans voetballer die doorgaans speelt als middenvelder. In augustus 2022 verruilde hij Deportivo Alavés voor AEK Larnaca.

## Clubcarrière
Pons speelde in de jeugdopleiding van Girona. Deze doorliep hij en hij brak ook door bij die club. Op 16 september 2012 maakte de middenvelder zijn debuut in het eerste elftal. Op die dag werd met 5–0 verloren van Las Palmas. Pons mocht van coach Rubí in de achtentwintigste minuut invallen voor Joseba Garmendia. Zijn eerste doelpunt in de Segunda División A volgde op 6 oktober 2013, tijdens een gelijkspel tegen Sabadell (1–1). Tijdens dit duel opende Pons een kwartier voor het einde van de wedstrijd de score. Hij werd in januari 2014 voor de duur van een halfjaar verhuurd aan Olot. Voor deze club speelde hij veertien competitiewedstrijden, waarin hij niet tot scoren kwam. Aan het einde van het seizoen 2016/17 promoveerde Pons met Girona naar de Primera División. In augustus 2017 verlengde de controlerende middenvelder zijn verbintenis bij de club tot medio 2020. Medio 2019 verkaste hij voor circa twee miljoen euro naar Deportivo Alavés. Drie jaar later verliep zijn contract, waarna hij tekende voor AEK Larnaca.

## Clubstatistieken
| Seizoen | Club             | Competitie         | Competitie | Competitie | Beker | Beker | Internationaal | Internationaal | Totaal | Totaal |
| Seizoen | Club             | Competitie         | Wed.       | Dlp.       | Wed.  | Dlp.  | Wed.           | Dlp.           | Wed.   | Dlp.   |
| ------- | ---------------- | ------------------ | ---------- | ---------- | ----- | ----- | -------------- | -------------- | ------ | ------ |
| 2012/13 | Girona           | Segunda División A | 9          | 0          | 1     | 0     | —              | —              | 10     | 0      |
| 2013/14 | Girona           | Segunda División A | 10         | 1          | 3     | 0     | —              | —              | 13     | 1      |
| 2013/14 | → Olot           | Segunda División B | 14         | 0          | 0     | 0     | —              | —              | 14     | 0      |
| 2014/15 | Girona           | Segunda División A | 42         | 0          | 1     | 0     | —              | —              | 43     | 0      |
| 2015/16 | Girona           | Segunda División A | 39         | 0          | 0     | 0     | —              | —              | 39     | 0      |
| 2016/17 | Girona           | Segunda División A | 38         | 2          | 0     | 0     | —              | —              | 38     | 2      |
| 2017/18 | Girona           | Primera División   | 31         | 0          | 0     | 0     | —              | —              | 31     | 0      |
| 2018/19 | Girona           | Primera División   | 34         | 1          | 2     | 0     | —              | —              | 36     | 1      |
| 2019/20 | Deportivo Alavés | Primera División   | 30         | 1          | 1     | 1     | —              | —              | 31     | 2      |
| 2020/21 | Deportivo Alavés | Primera División   | 22         | 2          | 1     | 0     | —              | —              | 23     | 2      |
| 2021/22 | Deportivo Alavés | Primera División   | 27         | 1          | 1     | 0     | —              | —              | 28     | 1      |
| 2022/23 | AEK Larnaca      | A Divizion         | 30         | 4          | 0     | 0     | 9              | 0              | 39     | 4      |
| 2023/24 | AEK Larnaca      | A Divizion         | 34         | 4          | 2     | 0     | 4              | 1              | 40     | 5      |
| Totaal  | Totaal           | Totaal             | 360        | 16         | 12    | 1     | 13             | 1              | 385    | 18     |

Bijgewerkt op 21 augustus 2024.